# Remer (herb szlachecki)
Remer (Warna odmienna) – polski herb szlachecki z nobilitacji, odmiana herbu Warnia.

## Opis herbu
Opis z wykorzystaniem zasad blazonowania, zaproponowanych przez Alfreda Znamierowskiego:
W polu złotym rak czerwony w słup.
Klejnot – nieznany.
Labry – czerwone, podbite złotem.

## Najwcześniejsze wzmianki
Nadany 9 kwietnia 1543 Bartłomiejowi Remerowi.

## Herbowni
Ponieważ herb Remer był herbem własnym, prawo do posługiwania się nim przysługuje tylko jednemu rodowi herbownemu:
Remer.